# والتر چیفو
والتر چیفو (انگلیسی: Valter Chifu؛ زادهٔ ۲ سپتامبر ۱۹۵۳) بازیکن والیبال اهل رومانی است.